# Danala
Danala is een geslacht van vlinders van de familie spanners (Geometridae), uit de onderfamilie Ennominae.

## Soorten
- D. laxtaria Walker, 1860
- D. lilacina Wileman, 1915